# Камінський В'ячеслав Володимирович
Камінський В'ячеслав Володимирович (14 березня 1963 , Яришів, Вінницька область ) — Ректор Національного університету охорони здоров’я України імені П. Л. Шупика, Президент Української Федерації Професійних Медичних Об'єднань, академік НАМН України, доктор медичних наук, професор, заслужений лікар України, Екс-директор Київського міського центру репродуктивної та перинатальної медицини. 

## Життєпис
1969—1979 рр.. навчався в середній школі села Яришів, яку закінчив із золотою медаллю
В 1985 році закінчив Вінницький медичний інститут імені М. І. Пирогова, медичний факультет, спеціальність лікувальна справа, вчителі: В. Г. Каюк, Б. Й. Коган, О. Т. Михайленко).
З 1985 року по 1986 рік проходив інтернатуру за фахом «Акушерство і гінекологія» у Вінницькій обласній лікарні імені М. І. Пирогова.
Після проходження інтернатури з 1986 року по 1994 рік працював лікарем-ординатором в пологовому будинку № 1 м. Вінниці.
З 1988 року по 1992 рік навчався в заочній аспірантурі в ДУ «ІПАГ» АМН України.
В 1992 році захистив кандидатську дисертацію на тему «Перебіг вагітності і пологів у жінок, що перервали першу вагітність штучним абортом» зі спеціальності 14.01.01 «Акушерство та гінекологія» О. О. Коган та О. Т. Михайленко.
З 1994 року по 1997 рік працював асистентом кафедри акушерства та гінекології № 1 Вінницького національного медичного університету імені М. І. Пирогова.
З 1997 року по 1999 рік був докторантом кафедри акушерства та гінекології № 1 Національного медичного університету імені О. О. Богомольця.
В 1999 році захистив докторську дисертацію на тему «Пізні гестози» зі спеціальності 14.01.01 «Акушерство та гінекологія» (науковий консультант — член-кор. АМН України, професор, заслужений діяч науки і техніки України, д.мед.н. Венцківський Борис Михайлович).
З 2000 року працював доцентом кафедри акушерства та гінекології № 2 КМАПО імені П. Л. Шупика, був куратором лікувальної роботи кафедри та підготовки лікарів-інтернів.
З 2002 року переведений на посаду професора цієї ж кафедри, яку до того часу було перейменовано на кафедру акушерства, гінекології та репродуктології КМАПО імені П. Л. Шупика.
У жовтні 2003 року Вчена рада КМАПО імені П. Л. Шупика (протокол засідання № 8) ухвалила рішення про присвоєння Камінському В'ячеславу Володимировичу вченого звання «професор».
На початку 2005 року професора Камінського В. В. було обрано на посаду завідувача кафедри акушерства, гінекології та репродуктології НМАПО імені П. Л. Шупика.
З серпня 2005 року та по нинішній час професор Камінський В. В. працює головним позаштатним спеціалістом МОЗ України зі спеціальності «Акушерство та гінекологія» у 2006—2009 роках плідно поєднував дану діяльність на посаді головного спеціаліста з акушерства та гінекології ГУОЗ та МЗ міста Києва.
З 2010 року член-кореспондент НАМН України.
Входить до складу спеціалізованої Вченої Ради НМАПО імені П. Л. Шупика, ДУ «ІПАГ» АМН України по захисту кандидатських і докторських дисертацій за спеціальністю «Акушерство, гінекологія, анестезіологія», входить до складу редакційної колегії медичних журналів «Репродуктивне здоров´я жінки», «Педіатрія, акушерство та гінекологія», «Здоровье женщины», «Репродуктивная эндокринология».
16.09.2021 року обраний Академіком Національної академії медичних наук України за спеціальністю “Акушерство і гінекологія”.
21 вересня 2023 в НУОЗ України імені П.Л. Шупика відбулися вибори ректора закладу. За результатами голосування виборців та на підставі наказу МОЗ України ректором університету став  академік НАМН України професор В’ячеслав Камінський.
Володіє українською, російською, англійською мовами.
Хобі — спорт (плавання, спортивна ходьба, велоспорт).

## Лікувальна і наукова діяльність
Щодня проводиться консультативна допомога пацієнтам та відвідувачам. Професор щоранку проводить оперативні втручання, часті виїзди в інші медичні заклади для оперативного лікування важких хворих. Надає консультативну допомогу в регіональних профільних клініках спільно з обласними фахівцями.
Є керівником НДР кафедри акушерства, гінекології та репродуктології НМАПО імені П. Л. Шупика «Оптимізація ведення вагітності, пологів та догляду за новонародженими при ВІЛ-асоційованих інфекціях у жінки з метою покращення перинатальних наслідків шляхом розробки та впровадження новітніх технологій діагностики, прогнозування та лікування»
Провідний вчений з питань: репродуктивної та перинатальної медицини, антенатальної охорони плода, ранньої діагностики, профілактики та лікування захворювань вагітних, новонароджених та жінок різного віку.
Вивчав особливості перебігу вагітності і пологів у жінок, що перервали першу вагітність штучним абортом, встановив механізми розвитку пізніх гестозів та запропонував методи їх лікування тощо. Вивчає питання ВІЛ-інфекції у вагітних, профілактику вертикальної трансмісії ВІЛ, особливості перебігу вагітності та пологів на тлі ВІЛ-інфекції. Досліджує вірусні гепатити та ГРВІ під час вагітності.
Має більше 300 наукових публікацій, з них 5 монографій, 19 методичних рекомендацій, 11 раціоналізаторські пропозиції, отримав 15 патентів на винахід. Під його керівництвом виконано 3 докторські дисертації, 15 кандидатських дисертацій, заплановані 3 докторські та 5 кандидатських дисертацій.
Бере участь у зарубіжних та вітчизняних конгресах, з'їздах, науково-практичних конференціях, веде санітарно-просвітницьку роботу з населенням за допомогою засобів масової інформації (виступи на телебаченні, по радіо, публікації в журналах, газетах тощо).

## Патенти
1. Патент на корисну модель № 43302 «Спосіб профілактичного лікування бактеріального вагінозу препаратом Рефреш» від 10.08.20109р
2. Патент на корисну модель № 43303 «Спосіб негормональної терапії атрофічних кольпітів» від 10.08.2009р
3. Патент на корисну модель № 45813 «Спосіб органозберігаючого припинення масивної маткової акушерської кровотечі» від 25.11.2009р
4. Патент на корисну модель № 46329 «Пристрій для забору цитологічного, цитогенетичного та гістологічного матеріалу із порожнини матки» від 10.12.2009р
5. Патент на корисну модель № 51400 «Спосіб кесарева розтину з формуванням функціонального спроможного рубця на матці» від 12.07.2010р
6. Патент на корисну модель № 55394 «Спосіб підготовки ендометрія до імплантації ембріонів у жінок із гіперплазованим ендометрієм, включених до програми ЗІВ-ПЕ» від 10.12.2010р
7. Патент на корисну модель № 00847 «Спосіб діагностики стану порожнини матки» від 30.01.2014р
8. Патент на корисну модель № 97722 «Спосіб лікування плоскоепітеліальної та залозистої інтрацервікальної дисплазії в церві кальному каналі шийки матки» від 25.03.2015 р.
9. Патент на корисну модель № 109156 «Спосіб діагностики і лікування плоскоепітеліальної ендоцервікальної дисплазії епітелію шийки матки» від 10.08.2016 р.

## Найважливіші публікації
1. Ведення нормальних пологів [Електронний ресурс]: навчальний посібник / В. В. Камінський, М. В. Зеленська і ін. — К., 2007.
2. Патология шейки и тела матки [руководство для врачей] / [В. В. Каминсткий, Г. А. Вакуленко и др.] под ред. Е. В. Коханевич. — Нежин Гидромакс, 2009. — 352.
3. Масивні маткові кровотечі / [В. В. Камінський, О. В. Голяновський, Р. О. Ткаченко, А. В. Чернов]; під ред. В. В. Камінського. — К. : РВА «Тріумф», 2010. — 232 с.
4. Kaminski Vyacheslav Volodimirovich. Handbook of obstetrics & gynecology (Essentials of Teory & Practice) / Kaminski Vyacheslav Volodimirovich M.D. D.Sc. Valerie Volodimirovich D.Ed. DO & G. Zahra Azari B.Sc. MscMed (MO & G.) MPH. [First Edition] — K.: 2010.
5. Комплексна програма профілактики і лікування парезів кишечника в акушерстві та оперативній гінекології [методичні рекомендації] / В. В. Камінський, О. М. Дубов, Р. О. Ткаченко, Л. В. Суслікова. і ін. — Київ, 2012. — 20с.
6. Трансвагинальная эхография при патологии шейки матки [Учебное пособие] // Р. Я. Абдуллаев, В. В. Каминский, О. В. Грищенко, А.Х .Сибиханкулов. — Харьков, 2012. — 110с.
7. Ефективний антенатальний догляд [Навчальний посібник] // В. О. Голяновський, О. В. Грищенко, В. І. Медведь, В. В. Камінський. — Київ, 2012. — 507 с.
8. Акушерство и гинекология. в 2 кн. [Акушерство: учебник] // Под. ред. В. И. Грищенко, Н. А. Щербины, В. В. Каминського. — К.: ВСИ «Медицина», 2012. — Кн.1. — 416с.
9. Акушерство и гинекология. в 2 кн. [Гинекология: учебник] // Под. ред. В. И. Грищенко, Н. А. Щербины, В. В. Каминського. — К. : ВСИ «Медицина», 2012. — Кн.2. — 376с.
10. Акушерство [Підручник] // Б. М. Венцківський, І. Б. Венцківська, В. І. Медведь, В. В. Камінський. — К.: ВСВ «Медицина», 2012. — 648с.
11. Еталони практичних навичок [Методичні рекомендації] // В. В. Каминский, А. А. Суханова, Л. В. Суслікова і ін. — Київ, 2014. — 108с.
12. 1+1=3. Біотехнологія запліднення ін вітро (одна з методик ДРТ) Науковий посібник // Під ред. Камінського В. В.2-ге вид. доповн. та перероб. — К.: Світ Успіху, 2014. — 312с.

### Відзнаки
- Лауреат Державної премії України в галузі науки і техніки за роботу «Допоміжні репродуктивні технології лікування безпліддя»
- почесна грамота Кабінету Міністрів України за вагомий особистий внесок в забезпечення розвитку медичної освіти і науки та багаторічну сумлінну працю в 2006 році.
- подяка Верховної Ради України за значний внесок у роботу (2007, V скликання)
- почесна грамота МОЗ України за вагомий особистий внесок у розвиток охорони здоров'я та високий професіоналізм в 2008 році.
- почесна грамота Української Асоціації Репродуктивної Медицини за активну багаторічну діяльність в галузі репродуктивної медицини в 2008 році.
- Заслужений лікар України, 2009
- орден Української православної церкви Почаївської ікони Пресвятої Богородиці в 2010 році
- орден Української православної церкви Преподобного Нестора Літописця ІІ ступеня у 2014 році
- орден Рівноапостольного князя Володимира ІІІ ступеня у 2015 році
- Почесний випускник Вінницького національного медичного університету імені М. І. Пирогова з 2017 року
- орден «За заслуги» II ступеня у 2019 році[2]